# Prolunga

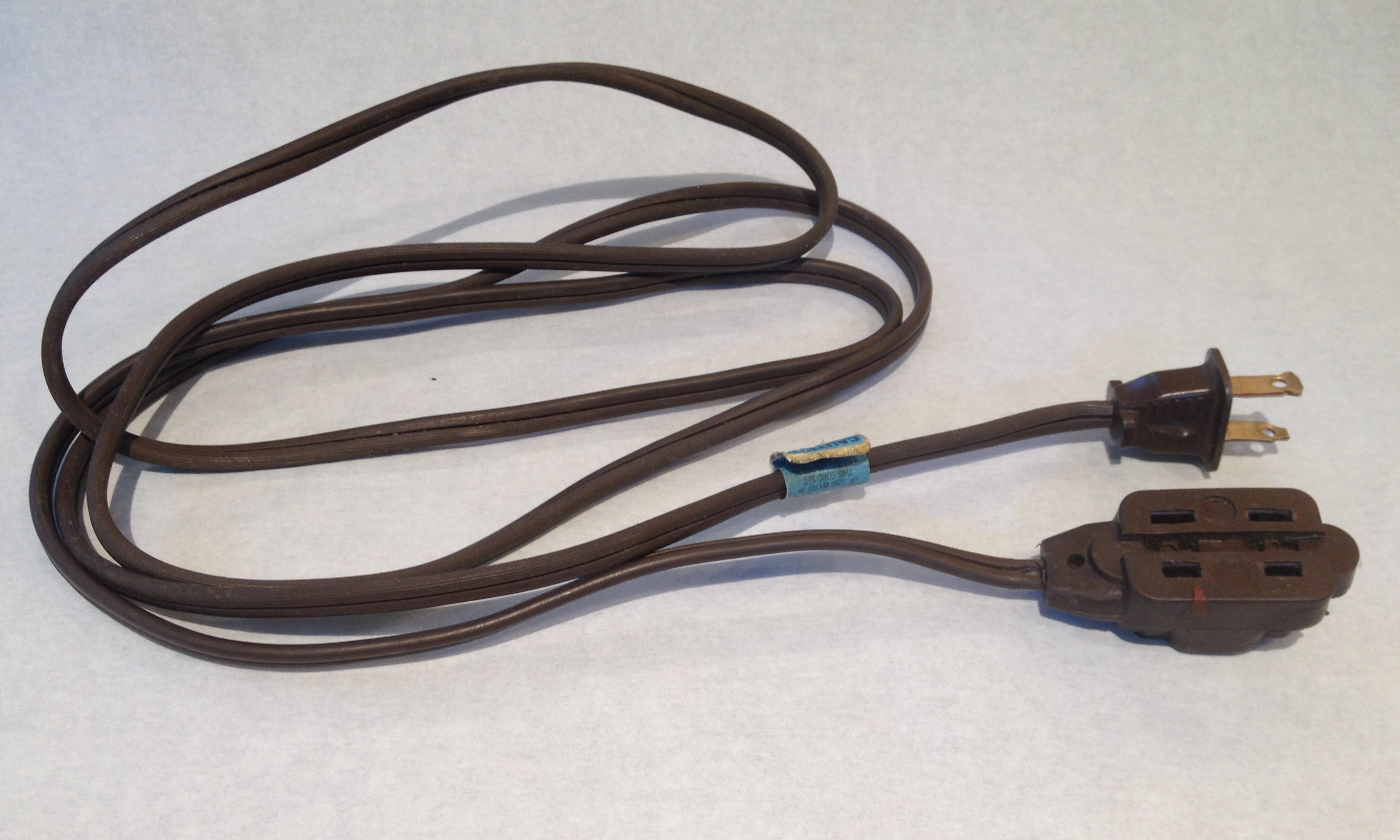
Una prolunga

In elettrotecnica, una prolunga è un cavo elettrico, con alle estremità una presa volante ed una spina. 

## Utilizzo
Viene utilizzata per collegare un utilizzatore elettrico, il cui cavo non è abbastanza lungo da raggiungere una presa elettrica, oppure per usufruire di una presa, qualora essa risulti di difficile accesso (ad esempio, la presa che si trova dietro un armadio).
Un tipo particolare di prolunga è costituito dalla ciabatta, che presenta più prese.